# Liste der Lieder von Blood God
Dies ist eine tabellarische Liste der Lieder von Blood God, einer deutschen Hardrock-Band. Sie umfasst alle Stücke, die die Band seit ihrer Gründung 2012 veröffentlicht und interpretiert hat. Die Einträge sind nach Titelname alphabetisch absteigend sortiert. Es sind Urheber und der jeweilige Tonträger verzeichnet, auf dem das Lied veröffentlicht wurde. Die Liste enthält zudem Songs anderer Musiker, die von Blood God gecovert wurden.

## Erläuterungen zur Liste
In den Spalten der Tabelle sind neben dem Titel des Musikstücks, den Namen der Autoren und dem Titel des Tonträger, auf dem das Stück veröffentlicht wurde, die Zeitdauer des Titels in Minuten und Sekunden, das Jahr der Veröffentlichung und gegebenenfalls zusätzliche Anmerkungen angegeben.
Die Tabelle ist per Voreinstellung alphabetisch nach dem Titel des Musikstücks sortiert. Darüber hinaus kann sie nach den anderen Spalten durch Anklicken der kleinen Pfeile im Tabellenkopf auf- oder absteigend sortiert werden.

## Liste der Lieder
| Titel                           | Autor(en)                                          | Tonträger               | Dauer | Jahr | Anmerkungen                                 |
| ------------------------------- | -------------------------------------------------- | ----------------------- | ----- | ---- | ------------------------------------------- |
| 3 Riff Hit                      | Thomas Gurrath                                     | Rock'n'Roll Warmachine  | 3:52  | 2017 | Kompilation (CD 3)                          |
| Anti Hero                       | Thomas Gurrath                                     | Thunderbeast            | 2:58  | 2016 | Split-Album mit Debauchery                  |
| Anti Hero                       | Thomas Gurrath                                     | Rock'n'Roll Warmachine  | 2:58  | 2017 | Kompilation (CD 1)                          |
| Beware Of The Blood Babe        | Thomas Gurrath                                     | Demons of Rock ’n’ Roll | 4:13  | 2022 | Split-Album mit Debauchery                  |
| Blood God Eternal               | Thomas Gurrath                                     | Metal to the Bone       | 4:34  | 2021 | CD 3 auf dem Debauchery-Album Monster Metal |
| Blood Is My Trademark           | Thomas Gurrath                                     | Blood Is My Trademark   | 4:51  | 2014 |                                             |
| Blood Is My Trademark           | Thomas Gurrath                                     | Rock'n'Roll Warmachine  | 4:51  | 2017 | Kompilation (CD 2)                          |
| Blowjob Barbie                  | Thomas Gurrath, Tom Naumann                        | No Brain. But Balls!    | 3:49  | 2012 | CD-Single (Promo)                           |
| Blowjob Barbie                  | Thomas Gurrath, Tom Naumann                        | No Brain. But Balls!    | 3:50  | 2012 |                                             |
| Blowjob Barbie                  | Thomas Gurrath, Tom Naumann                        | Rock'n'Roll Warmachine  | 3:50  | 2017 | Kompilation (CD 3)                          |
| Bombshell                       | Thomas Gurrath                                     | Demons of Rock ’n’ Roll | 3:33  | 2022 | Split-Album mit Debauchery                  |
| Bullet to the Head              | Thomas Gurrath                                     | Thunderbeast            | 3:13  | 2016 | Split-Album mit Debauchery                  |
| Bullet to the Head              | Thomas Gurrath                                     | Rock'n'Roll Warmachine  | 3:13  | 2017 | Kompilation (CD 1)                          |
| Carnager                        | Thomas Gurrath                                     | Blood Is My Trademark   | 4:42  | 2014 |                                             |
| Carnager                        | Thomas Gurrath                                     | Rock'n'Roll Warmachine  | 4:42  | 2017 | Kompilation (CD 2)                          |
| Children Of The Flame           | Thomas Gurrath                                     | Demons of Rock ’n’ Roll | 3:20  | 2022 | Split-Album mit Debauchery                  |
| City of Bones                   | Thomas Gurrath                                     | Thunderbeast            | 3:53  | 2016 | Split-Album mit Debauchery                  |
| City of Bones                   | Thomas Gurrath                                     | Rock'n'Roll Warmachine  | 3:53  | 2017 | Kompilation (CD 1)                          |
| Crusaders of God                | Thomas Gurrath                                     | Thunderbeast            | 4:34  | 2016 | Split-Album mit Debauchery                  |
| Crusaders of God                | Thomas Gurrath                                     | Rock'n'Roll Warmachine  | 4:34  | 2017 | Kompilation (CD 1)                          |
| Debauchery Blood God            | Thomas Gurrath                                     | Metal to the Bone       | 4:19  | 2021 | CD 3 auf dem Debauchery-Album Monster Metal |
| Debauchery Warmachine           | Thomas Gurrath                                     | Metal to the Bone       | 4:25  | 2021 | CD 3 auf dem Debauchery-Album Monster Metal |
| Defenders of the Throne of Fire | Thomas Gurrath                                     | Blood Is My Trademark   | 4:45  | 2014 |                                             |
| Defenders of the Throne of Fire | Thomas Gurrath                                     | Rock'n'Roll Warmachine  | 4:45  | 2017 | Kompilation (CD 2)                          |
| Demon Lady                      | Thomas Gurrath                                     | Rock'n'Roll Warmachine  | 3:41  | 2017 | Kompilation (CD 3)                          |
| Demons Of Rock'N'Roll           | Thomas Gurrath                                     | Demons of Rock ’n’ Roll | 3:41  | 2022 | Split-Album mit Debauchery                  |
| Devil Dog                       | Thomas Gurrath                                     | Thunderbeast            | 3:32  | 2016 | Split-Album mit Debauchery                  |
| Devil Dog                       | Thomas Gurrath                                     | Rock'n'Roll Warmachine  | 3:32  | 2017 | Kompilation (CD 1)                          |
| Dragonbeasts are Rising         | Thomas Gurrath                                     | Blood Is My Trademark   | 7:32  | 2014 |                                             |
| Dragonbeasts are Rising         | Thomas Gurrath                                     | Rock'n'Roll Warmachine  | 7:32  | 2017 | Kompilation (CD 2)                          |
| Fast as a Shark                 | Baltes, Kaufmann, Dirkschneider, Hoffmann (Accept) | Rock'n'Roll Warmachine  | 3:49  | 2017 | Kompilation (CD 1)                          |
| Firethrone Overlord             | Thomas Gurrath                                     | Thunderbeast            | 3:19  | 2016 | Split-Album mit Debauchery                  |
| Firethrone Overlord             | Thomas Gurrath                                     | Rock'n'Roll Warmachine  | 3:19  | 2017 | Kompilation (CD 1)                          |
| German Warmachine               | Thomas Gurrath                                     | German Warmachine       | 4:27  | 2015 | CD 3 auf dem Debauchery-Album F*ck Humanity |
| Girl to Adore                   | Thomas Gurrath                                     | Thunderbeast            | 3:06  | 2016 | Split-Album mit Debauchery                  |
| Girl to Adore                   | Thomas Gurrath                                     | Rock'n'Roll Warmachine  | 3:06  | 2017 | Kompilation (CD 1)                          |
| Going To Hell                   | Thomas Gurrath                                     | Demons of Rock ’n’ Roll | 3:32  | 2022 | Split-Album mit Debauchery                  |
| Gorezilla                       | Thomas Gurrath                                     | German Warmachine       | 4:26  | 2015 | CD 3 auf dem Debauchery-Album F*ck Humanity |
| Hail Caesar                     | Angus Young, Brian Johnson, Malcolm Young (AC/DC)  | Rock'n'Roll Warmachine  | 5:17  | 2017 | Kompilation (CD 2)                          |
| Hangover from Hell              | Thomas Gurrath                                     | No Brain. But Balls!    | 3:17  | 2012 |                                             |
| Hangover from Hell              | Thomas Gurrath                                     | Rock'n'Roll Warmachine  | 3:17  | 2017 | Kompilation (CD 3)                          |
| Hard Rocking                    | Thomas Gurrath                                     | Rock'n'Roll Warmachine  | 3:14  | 2017 | Kompilation (CD 3)                          |
| Hard Rock Party Bus             | Thomas Gurrath                                     | No Brain. But Balls!    | 3:24  | 2012 |                                             |
| Hard Rock Party Bus             | Thomas Gurrath                                     | Rock'n'Roll Warmachine  | 3:24  | 2017 | Kompilation (CD 3)                          |
| Heavy Duty                      | Tipton, Downing, Halford (Judas Priest)            | Rock'n'Roll Warmachine  | 3:41  | 2017 | Kompilation (CD 2)                          |
| Heavy Metal Monsternaut         | Thomas Gurrath                                     | Thunderbeast            | 4:16  | 2016 | Split-Album mit Debauchery                  |
| Heavy Metal Monsternaut         | Thomas Gurrath                                     | Rock'n'Roll Warmachine  | 4:16  | 2017 | Kompilation (CD 1)                          |
| Ironclad Declaration of War     | Thomas Gurrath                                     | German Warmachine       | 4:05  | 2015 | CD 3 auf dem Debauchery-Album F*ck Humanity |
| King of the Killing Zone        | Thomas Gurrath                                     | German Warmachine       | 3:22  | 2015 | CD 3 auf dem Debauchery-Album F*ck Humanity |
| Love and Pain                   | Thomas Gurrath                                     | No Brain. But Balls!    | 4:05  | 2012 |                                             |
| Love and Pain                   | Thomas Gurrath                                     | Rock'n'Roll Warmachine  | 4:05  | 2017 | Kompilation (CD 3)                          |
| Lovemaker                       | Thomas Gurrath, Tom Naumann                        | No Brain. But Balls!    | 4:07  | 2012 |                                             |
| Lovemaker                       | Thomas Gurrath, Tom Naumann                        | Rock'n'Roll Warmachine  | 4:07  | 2017 | Kompilation (CD 3)                          |
| Metal to the Bone               | Thomas Gurrath                                     | Metal to the Bone       | 3:27  | 2021 | CD 3 auf dem Debauchery-Album Monster Metal |
| Monster Metal                   | Thomas Gurrath                                     | Metal to the Bone       | 5:20  | 2021 | CD 3 auf dem Debauchery-Album Monster Metal |
| Monstermaker                    | Thomas Gurrath                                     | Blood Is My Trademark   | 6:19  | 2014 |                                             |
| Monstermaker                    | Thomas Gurrath                                     | Rock'n'Roll Warmachine  | 6:19  | 2017 | Kompilation (CD 2)                          |
| Murdermaker                     | Thomas Gurrath                                     | Thunderbeast            | 4:11  | 2016 | Split-Album mit Debauchery                  |
| Murdermaker                     | Thomas Gurrath                                     | Rock'n'Roll Warmachine  | 4:11  | 2017 | Kompilation (CD 1)                          |
| Mr. Kill                        | Fabian Streich, Thomas Gurrath                     | Blood Is My Trademark   | 4:40  | 2014 |                                             |
| Mr. Kill                        | Fabian Streich, Thomas Gurrath                     | Rock'n'Roll Warmachine  | 4:40  | 2017 | Kompilation (CD 2)                          |
| Nasty Lover                     | Thomas Gurrath                                     | No Brain. But Balls!    | 3:35  | 2012 |                                             |
| Nasty Lover                     | Thomas Gurrath                                     | Rock'n'Roll Warmachine  | 3:35  | 2017 | Kompilation (CD 3)                          |
| No Brain but Balls              | Thomas Gurrath                                     | No Brain. But Balls!    | 3:38  | 2012 |                                             |
| No Brain but Balls              | Thomas Gurrath                                     | Rock'n'Roll Warmachine  | 3:38  | 2017 | Kompilation (CD 3)                          |
| Nude Nuns                       | Thomas Gurrath                                     | Demons of Rock ’n’ Roll | 4:51  | 2022 | Split-Album mit Debauchery                  |
| Painkiller                      | Tipton, Downing, Halford (Judas Priest)            | German Warmachine       | 6:14  | 2015 | CD 3 auf dem Debauchery-Album F*ck Humanity |
| Painkiller                      | Tipton, Downing, Halford (Judas Priest)            | Rock'n'Roll Warmachine  | 6:13  | 2017 | Kompilation (CD 1)                          |
| Psycho Pussy                    | Thomas Gurrath, Tom Naumann                        | No Brain. But Balls!    | 2:51  | 2012 | CD-Single (Promo)                           |
| Psycho Pussy                    | Thomas Gurrath                                     | No Brain. But Balls!    | 2:54  | 2012 |                                             |
| Psycho Pussy                    | Thomas Gurrath                                     | Rock'n'Roll Warmachine  | 2:54  | 2017 | Kompilation (CD 3)                          |
| Raze Hell                       | Thomas Gurrath                                     | Demons of Rock ’n’ Roll | 4:08  | 2022 | Split-Album mit Debauchery                  |
| Ready For The Next Show         | Thomas Gurrath                                     | Demons of Rock ’n’ Roll | 3:14  | 2022 | Split-Album mit Debauchery                  |
| Rockmachine                     | Thomas Gurrath                                     | Demons of Rock ’n’ Roll | 3:25  | 2022 | Split-Album mit Debauchery                  |
| Rock'n'Roll Warmachine          | Thomas Gurrath                                     | Rock'n'Roll Warmachine  | 4:09  | 2017 | Kompilation (CD 3)                          |
| Rock the Hell out of Me         | Thomas Gurrath                                     | No Brain. But Balls!    | 3:48  | 2012 |                                             |
| Rock the Hell out of Me         | Thomas Gurrath                                     | Rock'n'Roll Warmachine  | 3:48  | 2017 | Kompilation (CD 3)                          |
| Second Hand Woman               | Thomas Gurrath                                     | Thunderbeast            | 2:58  | 2016 | Split-Album mit Debauchery                  |
| Second Hand Woman               | Thomas Gurrath                                     | Rock'n'Roll Warmachine  | 2:58  | 2017 | Kompilation (CD 1)                          |
| Sex Kitten                      | Thomas Gurrath                                     | No Brain. But Balls!    | 2:57  | 2012 |                                             |
| Sex Kitten                      | Thomas Gurrath                                     | Rock'n'Roll Warmachine  | 2:57  | 2017 | Kompilation (CD 3)                          |
| Sexy Music for Sexy People      | Thomas Gurrath                                     | Blood Is My Trademark   | 3:44  | 2014 |                                             |
| Sexy Music for Sexy People      | Thomas Gurrath                                     | Rock'n'Roll Warmachine  | 3:44  | 2017 | Kompilation (CD 2)                          |
| Slaughterman                    | Thomas Gurrath                                     | Blood Is My Trademark   | 6:25  | 2014 |                                             |
| Slaughterman                    | Thomas Gurrath                                     | Rock'n'Roll Warmachine  | 6:25  | 2017 | Kompilation (CD 2)                          |
| Slaughterman (edit)             | Thomas Gurrath                                     | Hear It! Volume 74      | 4:59  | 2017 | Kompilation                                 |
| Stupid but Sexy                 | Thomas Gurrath                                     | No Brain. But Balls!    | 3:04  | 2012 |                                             |
| Stupid but Sexy                 | Thomas Gurrath                                     | Rock'n'Roll Warmachine  | 3:04  | 2017 | Kompilation (CD 3)                          |
| Super Hot Vampire Lady          | Thomas Gurrath                                     | Thunderbeast            | 3:10  | 2016 | Split-Album mit Debauchery                  |
| Super Hot Vampire Lady          | Thomas Gurrath                                     | Rock'n'Roll Warmachine  | 3:10  | 2017 | Kompilation (CD 1)                          |
| Super Killer Death Match        | Thomas Gurrath                                     | Thunderbeast            | 3:01  | 2016 | Split-Album mit Debauchery                  |
| Super Killer Death Match        | Thomas Gurrath                                     | Rock'n'Roll Warmachine  | 3:01  | 2017 | Kompilation (CD 1)                          |
| The Devil Will Burn in Hell     | Thomas Gurrath                                     | Demons of Rock ’n’ Roll | 3:36  | 2022 | Split-Album mit Debauchery                  |
| The Godmachines March to War    | Thomas Gurrath                                     | Metal to the Bone       | 5:58  | 2021 | CD 3 auf dem Debauchery-Album Monster Metal |
| This Woman Makes Me Crawl       | Thomas Gurrath, Tom Naumann                        | No Brain. But Balls!    | 4:04  | 2012 |                                             |
| This Woman Makes Me Crawl       | Thomas Gurrath, Tom Naumann                        | Rock'n'Roll Warmachine  | 4:04  | 2017 | Kompilation (CD 3)                          |
| Thunderbeast                    | Thomas Gurrath                                     | Thunderbeast            | 3:29  | 2016 | Split-Album mit Debauchery                  |
| Thunderbeast                    | Thomas Gurrath                                     | Rock'n'Roll Warmachine  | 3:29  | 2017 | Kompilation (CD 1)                          |
| Vampire Holocaust               | Thomas Gurrath                                     | Thunderbeast            | 3:36  | 2016 | Split-Album mit Debauchery                  |
| Vampire Holocaust               | Thomas Gurrath                                     | Rock'n'Roll Warmachine  | 3:36  | 2017 | Kompilation (CD 1)                          |
| Warhordes from the Underworld   | Thomas Gurrath                                     | Blood Is My Trademark   | 4:35  | 2014 |                                             |
| Warhordes from the Underworld   | Thomas Gurrath                                     | Rock'n'Roll Warmachine  | 4:35  | 2017 | Kompilation (CD 2)                          |
| Warmachine of the Chaos Gods    | Thomas Gurrath                                     | Metal to the Bone       | 4:14  | 2021 | CD 3 auf dem Debauchery-Album Monster Metal |
| Womanizer                       | Thomas Gurrath                                     | No Brain. But Balls!    | 4:04  | 2012 |                                             |
| Womanizer                       | Thomas Gurrath                                     | Rock'n'Roll Warmachine  | 4:04  | 2017 | Kompilation (CD 3)                          |
| World of Blood Gods             | Thomas Gurrath                                     | Blood Is My Trademark   | 6:44  | 2014 |                                             |
| World of Blood Gods             | Thomas Gurrath                                     | Rock'n'Roll Warmachine  | 6:44  | 2017 | Kompilation (CD 2)                          |